# Gesneria clarensis
Gesneria clarensis là một loài thực vật có hoa trong họ Tai voi. Loài này được Britton & P.Wilson mô tả khoa học đầu tiên năm 1920.